# Manuel Guilherme da Silveira Filho
Manuel Guilherme da Silveira Filho (Rio de Janeiro, 7 de fevereiro de 1882 — Rio de Janeiro, 5 de novembro de 1974) foi um político brasileiro.
Foi ministro da Fazenda no Governo Eurico Dutra, de 10 de junho de 1949 a 31 de janeiro de 1951.